# Abraxas nigrofusa
Abraxas nigrofusa är en fjärilsart som beskrevs av Rayner 1920. Abraxas nigrofusa ingår i släktet Abraxas och familjen mätare. Inga underarter finns listade i Catalogue of Life.